# SNCB 27 sorozat
Az SNCB 27 sorozat egy belga Bo'Bo'  tengelyelrendezésű, 3000 V egyenáramú villamosmozdony-sorozat. Az SNCB/NMBS üzemelteti. Összesen 60 db készült belőle 1981 és 1984 között.

## Története
A 27 sorozat volt az első sorozat a belga vasutak 1980-as évekbeli 144 darabos nagy villamosmozdony-családjában. A család a 11-es (12), 12-es (12), 21-es (60) és 27-es (60) sorozatokból állt. A 11., 12. és 21. sorozatok teljesítménye majdnem kétszerese volt az előző 22., 23. és 25. sorozatokénak. A 27 sorozat teljesítménye több mint kétszerese volt az 1950-es évek mozdonyaikénak. A családot erősen befolyásolta a 202-es osztályú mozdonyok, amelyeket az 1970-es évek közepén gyártottak. Elődjeik próbák és hibák útján történő fejlesztésének köszönhetően nagyon megbízhatóak. Ez a család M4 és M5 személykocsikkal, valamint AM 80 és AM 86 sorozatú villamos motorvonatokkal került forgalomba. Ez a generáció jelentős modernizációt jelentett, még akkor is, ha a régebbi M2 személykocsik több mint egy évtizedig aktívak maradtak. Ez a négy testvérsorozat néhány apró részletet leszámítva vizuálisan azonos. A 11 sorozat festése a Benelux-szolgáltatásra volt jellemző, amely alatt szolgálati idejük nagy részét ott töltötték.
A 27 sorozatú mozdonyok az SNCB/NMBS alapvető hajtóereje. Az egész 3000 volttal villamosított vonalakon közlekednek, beleértve az alkalmi luxemburgi városi utakat is. A 13 sorozat megjelenése akkoriban alig volt hatással a 27 sorozatra, mivel a 13-asok az I11-es kocsikból álló vonatokkal és tehervonatokkal voltak elfoglalva, amelyek az újonnan villamosított, 25 000 voltos, 50 Hz-es szakaszokon közlekedtek, ahová a 27-esek nem tudtak bejutni. A 27-es sorozatú mozdonyok gyakran vontattak nehéz tehervonatokat a flamand kikötőkből a német határ közelében lévő Montzen rendezőpályaudvarra. Számos személyszállító járatot is vontattak, beleértve az M5 emeletes kocsikból álló csúcsforgalmi vonatokat. Az újabb M6 kocsikkal nagyon aktívak lettek. A 2742-es és 2760-as mozdonyokat MUX-szal és automatikus kapcsolókkal szerelték fel az egyik végén, így több mozdonyos, egymás után haladó vonatokban is közlekedhetnek, amelyek két 27 sorozatú mozdonyból és öt-öt M6-os kocsiból állnak. A vonatok külön-külön indulnak, majd később csatlakoznak egymáshoz, és a legtöbb útvonalon együtt közlekednek. Később szétválnak, és külön-külön haladnak tovább a végállomásig, majd visszafordulnak a visszaútra. Ezek a mozdonyok keretkopást mutatnak, mivel eredetileg nem ilyen típusú szolgáltatásra tervezték őket, ezért az SNCB szorosan figyelemmel kíséri őket. Ezeket a MUX mozdonyokat tehervonatokon a 13 sorozatú mozdonyok váltották fel, amelyek így elvesztették utasforgalmi feladataik nagy részét.

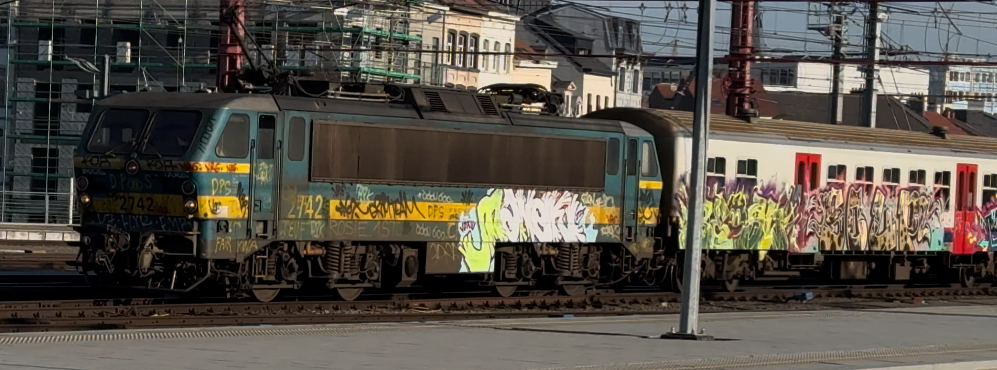
SNCB 27 sorozatú 2742-es pályaszámú mozdony érkezik a Brüsszel-Dél pályaudvarra, 2025. február 18.

## Rekord
A 2711-es mozdony jelenleg a világrekordot tartja a leghosszabb, egyetlen mozdony által vontatott személyvonat kategóriában. A rekordot 1991. április 27-én állította fel, amikor a mozdony 70 kocsit vontatott Gentből Oostende-be.